# Керчевский
Ке́рчевский — посёлок (в 1941—1998 гг. — посёлок городского типа) в Чердынском районе (городском округе) Пермского края России. Сами жители называют свой посёлок Ке́рчево.

## География
Расположен на правом берегу реки Кама, в 56 км к северо-западу от города Соликамска и в 250 км к северу от Перми. В советский период — крупнейший механизированный лесосплоточный рейд в мире, часть крупнейшего лесосплавного треста «Камлесосплав».

## История
Основан в 1932 году как посёлок для рабочих предприятия «Керчевский рейд», занимавшихся обвязкой в плоты молевого леса, сплавлявшегося по Каме. В 1932 году в посёлке проживало 500 человек.
Деревни Верхнее Керчево и Нижнее Керчево, близ которых был построен посёлок, в настоящее время фактически полностью слились с посёлком.
26 февраля 1941 года населённый пункт Керчево был преобразован в рабочий посёлок Керчевский.
С 1995 года молевой сплав леса был запрещён, лесосплоточный рейд, как сплавной, прекратил свою деятельность.
В 1998 году посёлок городского типа Керчевский был преобразован в сельский населённый пункт.

## Население
| 1932  | 1959  | 1970  | 1979  | 1989  | 2002  | 2010  |
| ----- | ----- | ----- | ----- | ----- | ----- | ----- |
| 500   | ↗4113 | ↗5719 | ↘5668 | ↗5738 | ↘3066 | ↘2258 |
| 2021  |       |       |       |       |       |       |
| ↘1676 |       |       |       |       |       |       |

## Фотографии посёлка

Вид на посёлок с Ивановской горы
Керчевская средняя школа
Керчевский клуб
Керчевский сплавной рейд
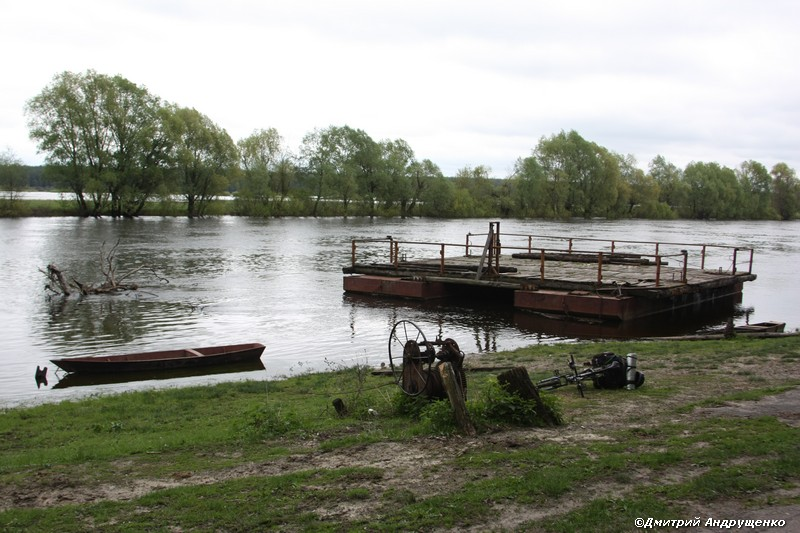
Паром